# 黃昏戰爭
《黃昏戰爭》（Twilight）是英國女作家艾琳·杭特的系列小說《貓戰士》的二部曲《新預言》中六集的第五集，於2006年8月22日由Happer Collins出版。中文版於2009年7月1日由晨星出版社出版。

## 劇情摘要
新的領土對四族帶來不少麻煩，然而此時的鴉羽（風族貓兒）愛上雷族的巫醫葉池，這不但加深四族的紛爭，並且是一場禁忌之戀（巫醫＋跨族），而這場戀情也造成恐怖的後果。他們倆最後回到自己的部族，從此之後保持著很曖昧的關係。
被四族趕走的獾群來了個大反攻，不過幸好有午夜的幫助，風族趕來救援雷族，但是獾群還是殺死了雷族的黑毛和巫醫煤皮
，而且讓幾乎全部的雷族貓兒受了傷。
封面戰士是鴉羽。

## 資料來源
1. ↑  Warriors: The New Prophecy #5: Twilight, By Erin Hunter(HarperCollins Children's Books)